# Denís Khismatul·lin
Denís Khismatul·lin (Neftekamsk, 28 de desembre de 1984), és un jugador d'escacs rus, que té el títol de Gran Mestre des de 2004. Viu a Ufa, on hi estudia a la universitat. És el primer Gran Mestre de Baixkíria. Ha fet de segon de Dmitri Iakovenko.
A la llista d'Elo de la FIDE de l'abril de 2022, hi tenia un Elo de 2616 punts, cosa que en feia el jugador número 22 (en actiu) de Rússia, i el número 171 del rànquing mundial. El seu màxim Elo va ser de 2714 punts, a la llista de març de 2014 (posició 34 al rànquing mundial).

## Resultats destacats en competició
Entre els seus resultats destacats hi ha un segon lloc al Campionat del món Sub-16 el 2000. El 2004 va guanyar la medalla d'argent al Campionat del Món Universitari celebrat a Istanbul.
El 2009, va empatar als llocs 1r–8è amb Serguei Vólkov, Ígor Lissi, Aleksandr Rakhmànov, Valeri Popov, Dmitri Andreikin, Dmitri Kókarev i Dmitri Botxarov a l'obert de Vorónej.
El 2011 empatà als llocs 4t–10è amb Rustam Kassimdjanov, Gata Kamsky, Rauf Məmmədov, Ivan Txeparínov, Maxim Rodshtein i Yu Yangyi a l'Aeroflot Open a Moscou.
El 2012 fou segon a la Copa de Rússia per eliminatòries, en perdre contra Bartosz Soćko a la final.
El 2013 empatà al primer lloc amb 7/9 punts al fort Memorial Txigorin (el campió per desempat fou Oleksandr Aresxenko).
L'agost de 2013 participà en la Copa del Món de 2013, on va tenir una mala actuació, i fou eliminat a la primera ronda, per Mikhail Kobalia 1½-2½.